# Khaya ivorensis
Khaya ivorensis là một loài thực vật có hoa trong họ Meliaceae. Loài này được A.Chev. mô tả khoa học đầu tiên năm 1909.